# Hernandia cordigera
Hernandia cordigera är en tvåhjärtbladig växtart som beskrevs av Eugène Vieillard.
Hernandia cordigera ingår i släktet Hernandia och familjen Hernandiaceae. Inga underarter finns listade i Catalogue of Life.